# Rat der Imame und Gelehrten in Deutschland
Der Rat der Imame und Gelehrten in Deutschland e.V. (kurz: RIGD) ist ein Zusammenschluss islamischer Religionsgelehrter in Deutschland. Dieser  wurde 2000 gegründet und hat seinen Sitz in Frankfurt am Main. Der RIGD ist assoziiertes Mitglied im Zentralrat der Muslime in Deutschland.

## Organisation
Ende 2010 gehörten dem Rat nach eigenen Angaben mehr als 113 Imame als ordentliche Mitglieder und mehr als 50 Imame als  assoziierte Mitglieder an. Die assoziierten Mitglieder haben das Recht auf Teilnahme an den Treffen des RIGD. Sämtliche Imame im RIGD seien als solche tätig und betreuen teilweise jeweils ca. 1000 Gläubige im religiösen, religionsrechtlichen und spirituellen Bereich. Daraus wird geschlossen, dass der RIGD in Deutschland mehr als 100.000 Gläubige betreue. Unter den Mitgliedern des RIGD gibt es arabische, türkische, bosnische und deutsche Mitglieder. Der RIGD vertritt daher die Mehrsprachigkeit des heutigen Islams in Deutschland. 
Der RIGD unterhält verschiedene Ausschüsse, insbesondere den Ausschuss für Fatwa, für islamrechtliche Auskünfte, sowie den Ausschuss für den Islamunterricht. Gewählter Vorsitzender des RIGD (Stand 1/2011) ist Khaled Hanafy, ein Al-Azhar-Hochschullehrer, Imam und Rechtsgelehrter. 

## Selbstbild
Nach eigenen Angaben ist der RIGD eine neutrale Gelehrtengesellschaft und allein der islamischen Forschung und Lehre verpflichtet. Er versteht sich als unabhängig von ethnischen Verbänden, politischen Strömungen oder Staaten und unterliege weder einem direkten noch einem indirekten Einfluss von außen. Der Verein strebt nach eigenen Angaben an, das naturgemäße Bild des Islams als einen Weg der Mitte und als versöhnliche Religion, die die anderen Buchreligionen, Judentum und Christentum, anerkennt, zu pflegen und der muslimischen Gemeinschaft in ihrem Alltag zu helfen, ihr Deutsch-Sein und ihr Muslim-Sein als eine harmonische Einheit zu empfinden und zu erleben. 

## Rezeption
Sowohl der Islamwissenschaftler Aladdin Sarhan als auch der hessische Verfassungsschutz sehen die RIGD als Teil der extremistischen Muslimbruderschaft.